# Paramagnetismo
O paramagnetismo consiste na tendência que os dipolos magnéticos atômicos têm de se alinharem paralelamente com um campo magnético externo. Este efeito ocorre devido ao spin mecânico-quântico, assim como o momento angular orbital dos elétrons. Caso estes dipolos magnéticos estejam fortemente unidos então o fenômeno poderá ser o ferromagnetismo ou o ferrimagnetismo.
Este alinhamento dos dipolos magnéticos atômicos tende a se fortalecer e é descrito por uma permeabilidade magnética relativa maior do que a sua unidade (ou, equivalentemente, uma susceptibilidade magnética positiva e pequena).
O paramagnetismo requer que os átomos possuam, individualmente, dipolos magnéticos permanentes, mesmo sem um campo aplicado, o que geralmente implica um átomo desemparelhado com os orbitais atômicos ou moleculares.
No paramagnetismo puro, estes dipolos atômicos não interagem uns com os outros e são orientados aleatoriamente na ausência de um campo externo, tendo como resultado um momento líquido zero. No caso de existir uma interação, então podem espontaneamente se alinhar ou antialinhar-se, tendo como resultado o ferromagnetismo ou o antiferromagnetismo, respectivamente. O comportamento paramagnético pode também ser observado nos materiais ferromagnéticos que estão acima da temperatura de Curie, e nos antiferromagnéticos acima da temperatura de Néel.
Em átomos sem dipolo magnético, um momento magnético pode ser induzido em uma direção anti-pararela a um campo aplicado, este efeito é chamado de diamagnetismo. Os materiais paramagnéticos podem também exibir o diamagnetismo, mas tipicamente com valores fracos. 
Os materiais paramagnéticos em campos magnéticos sofrem o mesmo tipo de atração e repulsão que os ímãs normais, mas quando o campo é removido o movimento Browniano rompe o alinhamento magnético. No geral os efeitos paramagnéticos são pequenos (susceptibilidade magnética na ordem entre 10-3 e 10-5).

## Lei de Curie
Sob baixos campos magnéticos, os materiais paramagnéticos exibem a magnetização na mesma direção do campo externo, e de acordo com a lei de Curie:
{\displaystyle \mathbf {M_{R}} =C\cdot {\frac {\mathbf {B} }{T}}}
onde:
MR é a magnetização resultante;
B é a densidade do fluxo magnético do campo aplicado, medido em tesla;
T é a temperatura absoluta, medida em kelvin;
C é uma constante específica de cada material (sua Constante de Curie).
Esta lei indica que os materiais paramagnéticos tendem a se tornar cada vez mais magnéticos enquanto o campo magnético aumentar, e cada vez menos magnéticos ao aumentar a temperatura. A lei de Curie é incompleta, pois não prediz a saturação que ocorre quando a maioria dos dipolos magnéticos estão alinhados, pois a magnetização será a máxima possível, e não crescerá mais, independentemente de aumentar o campo magnético ou diminuir-se a temperatura.

## Materiais paramagnéticos
- Sódio Na [11] (metal alcalino)
- Magnésio Mg [12] (metal alcalino-terroso)
- Cálcio Ca [20] (metal alcalino-terroso)
- Estrôncio Sr [38] (metal alcalino-terroso)
- Bário Ba [56] (metal alcalino-terroso)
- Alumínio Al [13] (metal terroso) É o material paramagnético preferido para aplicações em catapultas eletromagnéticas lunares, utilizando rególito como minério.
- Oxigênio O [8] (ametal calcogênio) Na forma líquida.
- Tecnécio Tc [43] (metal de transição externa) (elemento artificial)
- Platina Pt [78] (metal de transição externa) (metal nobre)
- Urânio U [92] (metal de transição interna) (actinídeo)
- Óxido Nítrico NO [15] (composto gasoso da categoria dos monóxidos)

## Ilustrações de prova do paramagnetismo
|  |  |  |